# Qeqertarsuaq (Qaanaaq)
Qeqertarsuaq [qɜˌqɜˈtːɑsːuɑq] (nach alter Rechtschreibung K'eĸertarssuaĸ; Inuktun Qikertarraaq [qiˌkɜχtɑˈχːɑː(q)]) ist eine wüst gefallene grönländische Siedlung im Distrikt Qaanaaq in der Avannaata Kommunia.

## Lage
Der Ort liegt im Osten der gleichnamigen Insel (dänisch Herbert Ø) etwa 23 km westlich von Qaanaaq. Zwischen beiden Orten verläuft der Murchison Sund.

## Geschichte
Qeqertarsuaq wurde 1953 zusammen mit Qaanaaq gegründet, als die Bewohner von Uummannaq (Dundas) wegen des Baus der Thule Air Base zwangsumgesiedelt wurden. Ein kleinerer Teil ließ sich dabei am westlichen Ufer des Murchison Sund in/auf Qeqertarsuaq nieder. 1953 hatte der Ort 28 Einwohner. 1960 gab es bereits 37 und 1970 51 Einwohner in Qeqertarsuaq. 1968 wurden eine Telestation und eine Schulkapelle errichtet. Zudem gab es ein Speckhaus und einen Laden. 1988 beschloss man Qeqertarsuaq ebenso wie Moriusaq und Qeqertat zu entvölkern und zu schließen. 2005 verließen schließlich die letzten Einwohner den Ort. Heute wird Qeqertarsuaq nur noch im Sommer zum Jagen aufgesucht.

## Bevölkerungsentwicklung
Die Einwohnerzahl von Qeqertarsuaq ging seit Beginn der Bevölkerungsmessungen in einzelnen Orten Ende der 1970er Jahre zurück. Zuletzt lebten nur noch eine Handvoll Menschen im Ort.